# Stefano Jacini

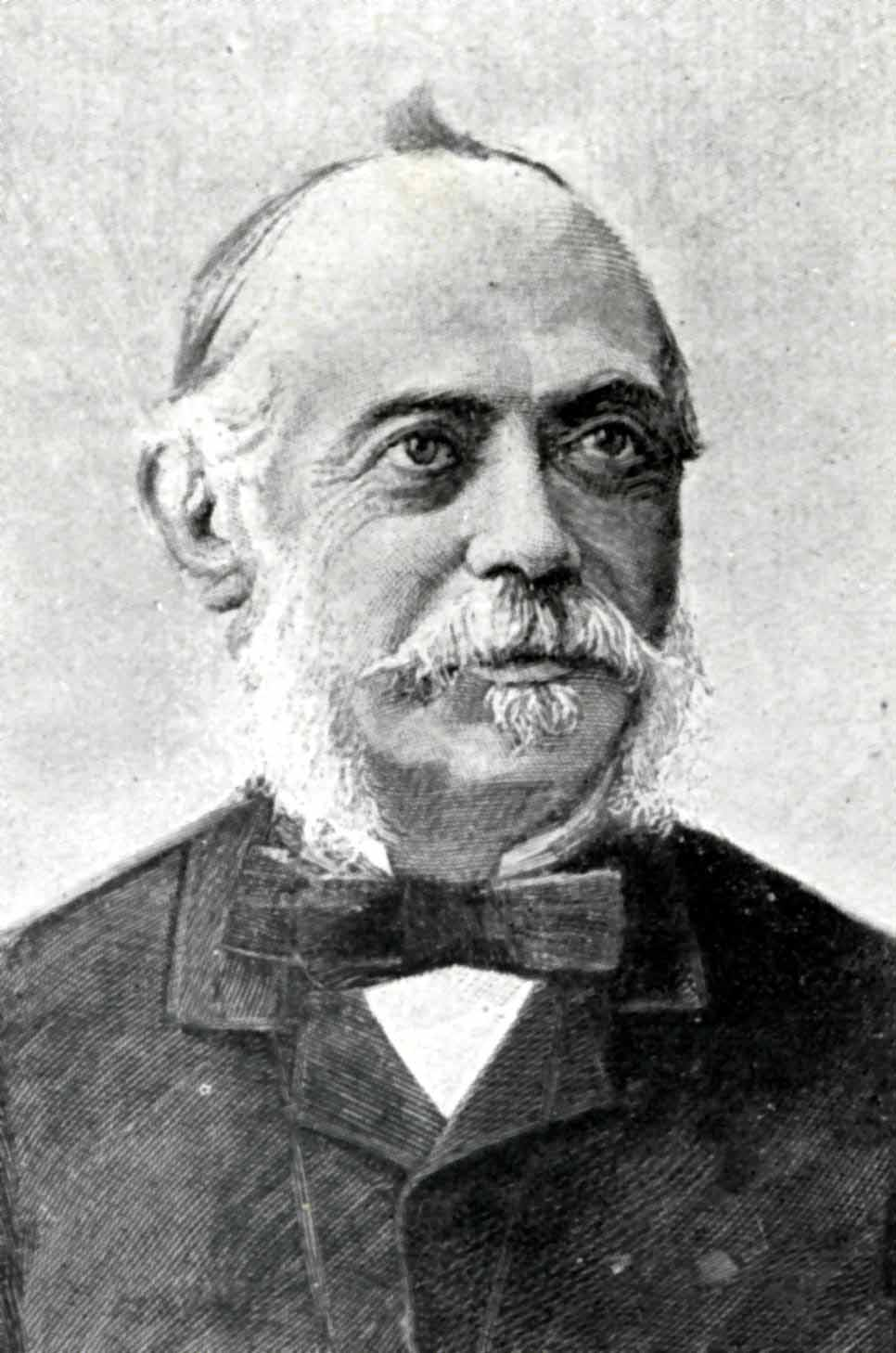
Stefano Jacini.

Stefano Jacini, född 20 juni 1827 i Casalbutanno, död 25 mars 1891 i Milano, var en italiensk greve, nationalekonom och politiker.
Jacini gjorde sig tidigt bemärkt genom ett par skrifter om lombardiska jordbruksförhållanden och Österrikes förvända förvaltningsprinciper i Val Tellina, blev efter Lombardiets frigörelse från Österrike minister för allmänna arbeten i Camillo di Cavours kabinett (tiden januari till juni 1860) och innehade september 1864 till februari 1867 samma befattning i Alfonso La Marmoras ministär. 
Jacini inlade betydande förtjänster om italienska järnvägs-, post- och telegrafväsendets utveckling; han var i synnerhet en ivrig befordrare av förslaget till järnväg genom Sankt Gotthard. År 1870 blev Jacini senator och upphöjdes 1880 till greve. Bland hans skrifter märks en samtidshistorisk skildring av hans ministertid, Due anni di politica italiana (1868).